# 纳季娅·萨夫琴科
纳季娅·维克托里芙娜·萨夫琴科（羅馬化：Nadiia Viktorivna Savchenko；1981年5月11日—），烏克蘭政治人物、前陸軍航空兵飛行員。曾任最高拉达議員。
在2014年頓巴斯戰爭期間，她以陸軍中尉的身份參戰，擔任志願步兵部隊艾達爾營的教官。2014年6月，她在烏克蘭東部被頓巴斯親俄武裝俘虜並非法移交俄羅斯；她被俄羅斯法庭指控指揮炮火擊斃正在親俄勢力陣地採訪的俄羅斯國家電視臺記者伊戈尔·科尔涅柳克和安东·沃洛申。
儘管她在記者死亡前一個小時就遭叛軍綁架，但她隨後仍被俄羅斯以“謀殺”和“非法越過俄羅斯國境”的罪名起訴。她的一名律師马克·费伊金指出她是一名戰俘，呼籲紅十字國際委員會和聯合國要求立即釋放她和其他烏克蘭戰俘，以免俄羅斯違反日內瓦公約。歐盟部長及其代表認為對她的拘留是非法的，對她的審判不尊重包括獲得公平訴訟的權利在內的基本人權。
2014年11月，仍在獄中的萨夫琴科於2014年烏克蘭議會選舉中當選為最高拉达議員，並正式辭去軍職。2016年5月25日，烏克蘭與俄羅斯交換俘虜，烏克蘭釋放俘虜的俄羅斯格魯烏軍官葉夫根尼·耶羅費耶夫（Евгений Ерофеев）和亞歷山大·亞歷山德羅夫（Александр Александров）將她換回。
回到烏克蘭後，她宣佈計劃參加2019年總統選舉。然而她在2018年3月22日被捕，被控策劃恐怖襲擊以推翻烏克蘭政府。隨後在2019年4月15日被釋放。
薩夫琴科是烏克蘭首批接受軍用飛機飛行員培訓的女性之一，也是唯一一名駕駛Su-24戰鬥轟炸機和Mi-24雌鹿直升機的女性飛行員。

## 備注
1. ↑  烏克蘭語：